# Osvaldo Daicich
 (octobre 2015).
Osvaldo Daicich (né à Wilde, dans la province de Buenos Aires le 13 mars 1975) est un réalisateur et scénariste argentin.

## Filmographie
Réalisateur
- Soy beans (2009)
- Occhi chiari (2003)
- Rome Tango (2003)
- Eduardo Galeano, Goldsmith and Walker (2002)
- The last wagon (2002)
- Notes on the new Latin American cinema (2001)
- Snow white (2001)
- The eyes of Havana (2000)
- Arlt (1998)

Scénariste
- Soy beans (2009)
- Occhi chiari (2003)
- Roma Tango (2003)
- Eduardo Galeano, Goldsmith and Walker (2002)
- The last wagon (court-métrage) (2002)
- Notes on the new Latin American cinema (2001)
- Snow white (2001)

Documentaire
- Soy beans (2009)

Producteur
- Roma Tango (2003)

Performance
- Arlt (1998)